# 震湖乡
震湖乡，是中华人民共和国宁夏回族自治区固原市西吉县下辖的一个乡镇级行政单位。

## 行政区划
震湖乡下辖以下地区：
苏堡村、红庄子村、东岔村、李章村、蒙集村、龙川村、陈岔村、党家岔村、堡玉村、立眉村、和平村、河滩村、孟湾村、王坪村、张撇村、毛坪村和张家大岔村。